# 赤澤時之
赤澤 時之（あかさわ よしゆき、1915年9月3日 - 2003年12月3日）は日本の植物学者である。植物分類学を専門とし、四国の植物を研究し、阿部近一が発見したヒナノシャクジョウ科のタヌキノショクダイ Thismia abei (Akasawa) Hatus.やホシザキシャクジョウ Oxygyne shinzatoi (Hatus.) C.Abe et Akasawaを記載した。
徳島県板野郡（現、鳴門市）に生まれた。東京帝国大学を卒業し、上海自然科学研究所を経て、高知女子大学の教授を務めた。高知を中心にした四国の植物を研究し、1974年に土佐植物研究会を設立し、初代の会長を務め、教員やアマチュア植物愛好家に植物への関心を広めた。